# Lamasztu

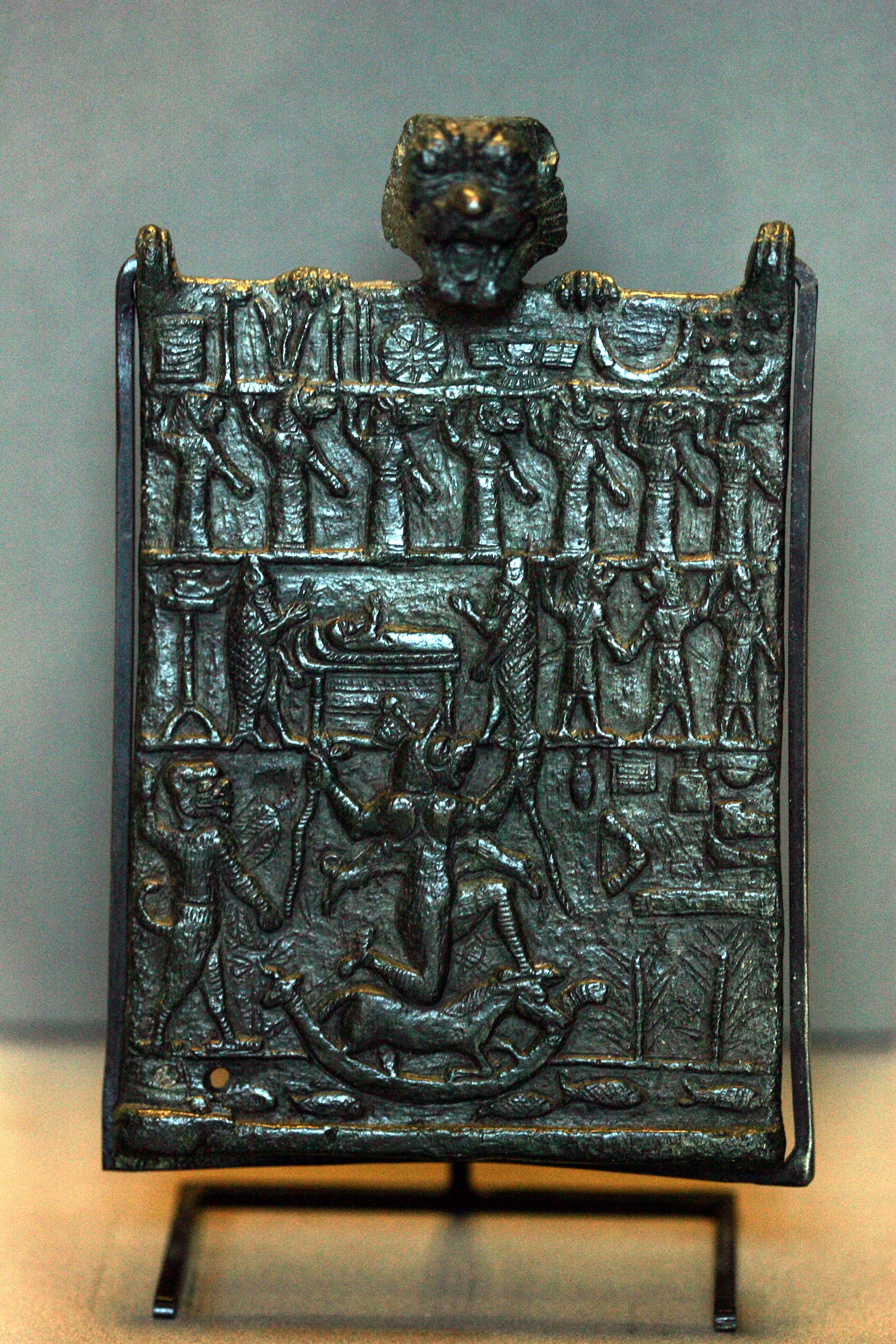
Plaque des Enfers – najsłynniejszy ze znanych amuletów przeciw Lamasztu. Zbiory Luwru (AO 22205). Okres nowoasyryjski (934–612 p.n.e.)

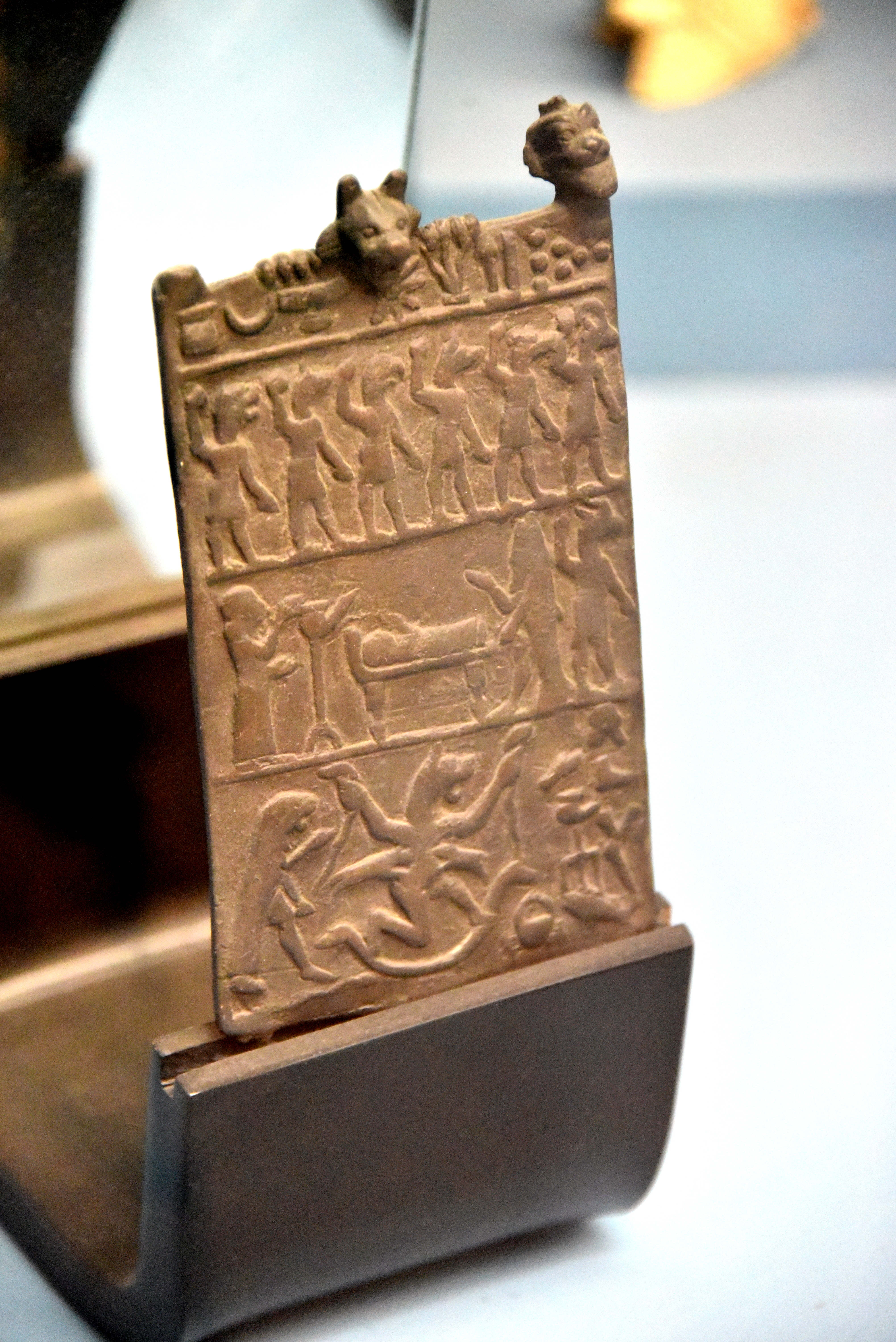
Amulet przeciw Lamasztu, brąz, znaleziony w Iraku, IX-VII w. p.n.e.; zbiory Muzeum Starożytnego Wschodu w Stambule.

Lamasztu (akad. Lamaštu; sum.ddim3.me) – w religii mezopotamskiej rodzaj żeńskiego demona, groźnego dla kobiet w czasie porodu i w połogu, powodującego choroby lub śmierć niemowląt i małych dzieci, oraz dla karmiących matek.

## Źródła pisane związane z Lamasztu
W mitologii mezopotamskiej występuje dużo różnego rodzaju demonów. Większość z nich jest jednak mało znana, gdyż teksty udzielają niewielu informacji na ich temat. Do nielicznych wyjątków należy Lamasztu. Wiedza o niej jest stosunkowo rozległa, gdyż nauka dysponuje całym szeregiem tekstów, w których demonica występuje. W większości są to teksty o charakterze magicznym – zaklęcia i rytuały. Najstarsze znane teksty sumeryjskie i akadyjskie dotyczące Lamasztu pochodzą z okresów starobabilońskiego i staroasyryjskiego. Wszystkie mają formę pojedynczych zaklęć.
Idea łączenia zaklęć i obrzędów w większe całości i uzupełniania wskazówkami rytualnymi pojawiła się dopiero później i doprowadziła w okresie nowoasyryjskim (934–612 p.n.e.) do powstania kanonicznej serii zaklęć przeciw Lamasztu. Seria kanoniczna (w wersji z Niniwy) liczyła ponad 550 linijek tekstu zapisanych na trzech tabliczkach. Na dwóch pierwszych znalazły się zaklęcia i wskazówki rytualne. Na trzeciej, tzw. tabliczce rytualnej, opisany został przebieg samych rytuałów. Z czasów świetności imperium asyryjskiego znane są również zaklęcia i rytuały przeciw Lamasztu, które nie należą do serii kanonicznej. Pochodzą one z Aszur, Kalchu, Niniwy, Babilonu i Uruk.
Teksty związane z Lamasztu spotykane były również podczas wykopalisk archeologicznych poza granicami Mezopotamii. Zaklęcia przeciw niej odkryte zostały m.in. w asyryjskiej kolonii handlowej w Kanesz, a także w archiwach w Hattusa i Ugarit. O Lamasztu i jej działalności wspomina również wiele innych tekstów magicznych (np. serie Šurpu i Maqlû), magiczno-medycznych i literackich (np. Ludlul).

## Opis

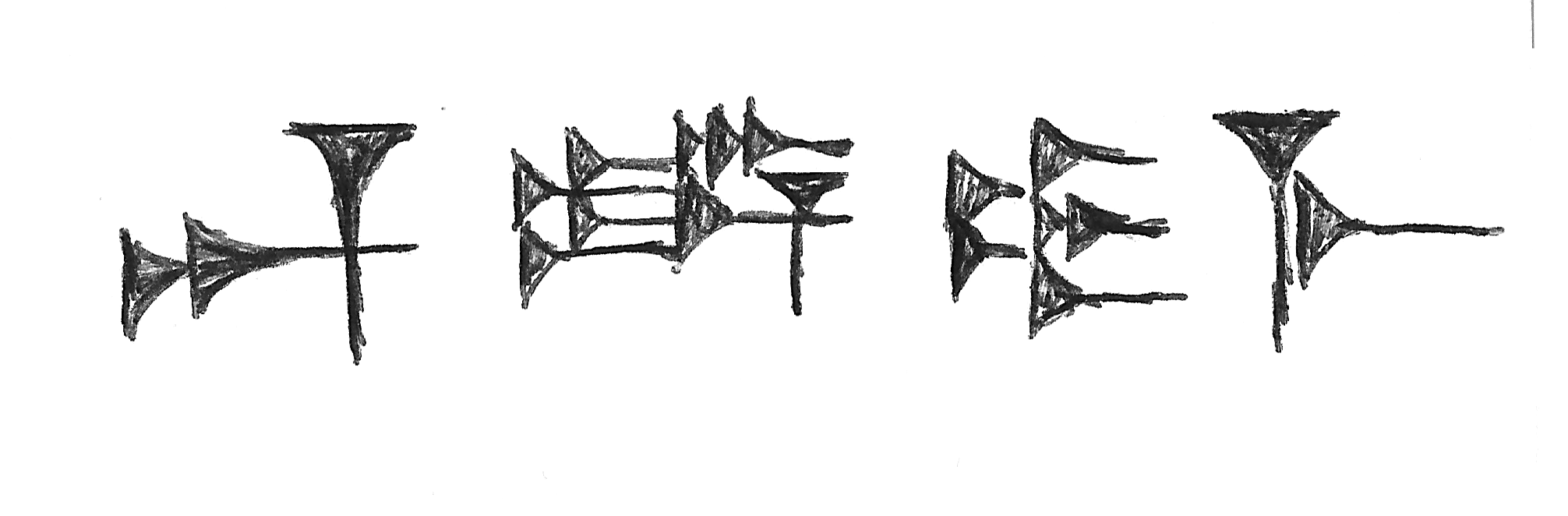
^{d}dim_{3}.me – zapis sumeryjskiego imienia Lamasztu w piśmie klinowym

### Imiona
Najbardziej znanymi imionami tej demonicy są akadyjskie Lamaštu i sumeryjskie ddim3.me. Etymologii obu tych imion, pomimo podejmowanych prób, nie udało się jak dotychczas przekonująco wyjaśnić.

### Pochodzenie
Do życia mieli powołać Lamasztu sami wielcy bogowie. Jak wspomina jedno z zaklęć przeciw niej: „Anu ją stworzył, Ea wychował, twarz suki przydał jej Enlil”. Anu, bóg nieba, i Antu, jego małżonka, wymieniani są jako jej rodzice, a pojawiające się często w zaklęciach określenie „córka Anu” (akad. mārat Anim) jest również jednym z jej imion.
Biorąc pod uwagę pochodzenie Lamasztu wydawać by się mogło, iż musiała ona zajmować ważne miejsce w panteonie mezopotamskim. Okazuje się jednak, że tak nie było: w liście bogów An = Anu šá amēli jej imię wymieniane jest bowiem niemal na samym końcu, zaraz przed imionami takich demonów jak labāṣu, aḫḫāzu, bibītu i lilītu. Biorąc pod uwagę to, że imiona bóstw ułożone zostały na tej liście pod względem ważności, należy założyć, iż jej i innym istotom boskim o charakterze demonicznym przypisywana była najniższą pozycja wśród bóstw. Jako istocie bardziej demonicznej niż boskiej nie oddawano jej czci: w tekstach brak wzmianek o kulcie tej postaci, nie są też znane żadne poświęcone jej świątynie.
Nie wiadomo czy wierzono tylko w jedną Lamasztu, czy też imię jej oznaczało określony „rodzaj” czy też „typ” demona. Na tę drugą możliwość zdaje się wskazywać jeden z tekstów, gdzie mowa jest o „siedmiu złych Lamasztu” (sum. 7.àm ddim3.me.ḫul.a.meš, akad. si-bit la-maš-ti lem-nu-tu4).

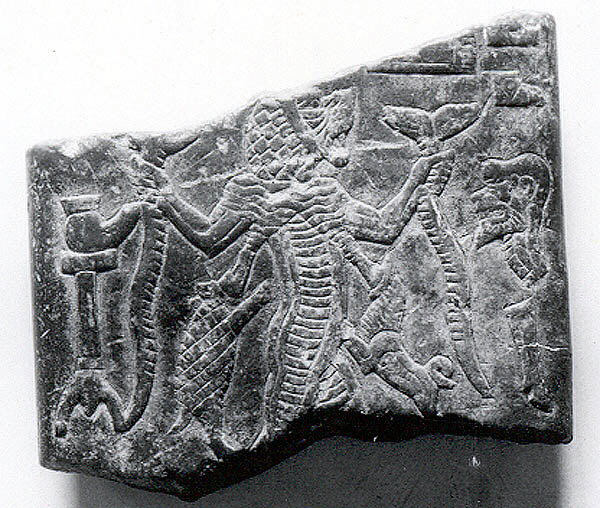
Amulet z wizerunkiem Lamasztu; zbiory Metropolitan Museum of Art.

### Wygląd
Lamasztu jest jednym z niewielu mezopotamskich demonów, których wygląd jest znany. Jej opis zawierają źródła pisane, wyobrażenie zaś liczny materiał ikonograficzny. Teksty przedstawiają Lamasztu jako potężną istotę, posiadającą umiejętność zmiany swej postaci. W wielu zaklęciach nazywana jest ona „wilczycą” – wierzono być może, że potrafiła dopaść swoje ofiary, przyjmując kształt drapieżnika. Aby osiągnąć swój cel, mogła też przeobrazić się w kobietę. Wtedy, jako fałszywa akuszerka, mamka lub opiekunka, wykradała podstępem dzieci matkom. Potrafiła również  – tym razem jako istota bezcielesna  – opętać. Największy lęk musiała jednak budzić Lamasztu, przyjmując postać hybrydy łączącej w sobie cechy zewnętrzne różnych zwierząt (lwa, ptaka, osła) i człowieka. W ten właśnie sposób opisują ją teksty, takie też jej wizerunki widnieją na amuletach, które przedstawiają ją najczęściej jako istotę o lwiej bądź ptasiej głowie, nagim kobiecym ciele i nogach drapieżnego ptaka.

### Działalność
Prawdopodobnie pobyt Lamasztu na ziemi był rodzajem kary zarządzonej dla niej przez bogów. Swymi czynami i postępowaniem musiała kiedyś wywołać ich gniew, o czym wspomina jedno z zaklęć: Dla jej niecnych zamysłów, jej niewłaściwej rady Anum, ojciec jej, z nieba ją zrzucił na ziemię. Ziemia stała się więc terenem działania Lamasztu. Żyła na niej jak dzikie wściekłe zwierzę, zamieszkując odległe, odludne i trudno dostępne miejsca, takie jak góry czy zarośla trzcinowe.
Lamasztu obwiniano najczęściej za choroby oraz śmierć niemowląt i małych dzieci. Występująca wówczas ich wysoka śmiertelność, będąca głównie wynikiem panujących warunków sanitarnych i braku wiedzy medycznej, przyczyniała się do rozwoju i żywotności wierzeń związanych z tą postacią. Szczególnie groźna miała też być Lamasztu dla kobiet w czasie porodu i w połogu. To jej przypisywano poronienia i ciężkie, często kończące się śmiercią, zachorowania (np. gorączkę połogową). Istniało przekonanie, iż kiedy nadchodził czas porodu, Lamasztu zakradała się tam, gdzie miał się on odbyć. Jeżeli rodzącej oraz miejsca narodzin nie „zabezpieczono” przed demonicą odpowiednimi amuletami i odprawionymi rytuałami, mogła ona utrudnić przyjście dziecka na świat, a nawet spowodować śmierć jego i matki. Szczęśliwie zakończony poród nie oznaczał wcale, iż niebezpieczeństwo ze strony Lamasztu już minęło. Choć na chwilę pozostawione bez opieki niemowlę mogło bowiem również paść jej ofiarą: Weszła przez drzwi, wśliznęła się przez odrzwia. Schwytała dziecko spojrzeniem. Schwytała je siedem razy za podbrzusze.
Bronią Lamasztu były też choroby, a za najczęstszy objaw jej działania uchodziła wysoka gorączka. Również i w tym przypadku głównym celem jej ataków były niemowlęta i małe dzieci. Gdy gorączkowały, uważano, iż było to wynikiem „chwytu Lamasztu/córki Anu” (akad. şibit Lamašti/mārat Anim) bądź „ręki Lamasztu/córki Anu” (akad. qât Lamašti/mārat Anim): Jeżeli niemowlę odczuwa gorąco i (ma) gorączkę, a było mu (wcześniej) stale zimno: chwyt Lamasztu – ręka córki Anu; Jeżeli niemowlę odczuwa gorąco i zimno (na przemian) i jeżeli nie przestaje domagać się wody do picia: chwyt Lamasztu – ręka córki Anu.

### Związki z innymi demonami
W wielu sumeryjskich i dwujęzycznych sumeryjsko-akadyjskich źródłach Lamasztu wymieniana jest (obok takich demonów jak gallû, asakku, alû, utukku czy namtaru) w gronie tzw. „złej siódemki demonów”. Łączona jest też często z demonami Labaşu i Ahhazu. Wydaje się nawet, iż oba te demony i Lamasztu mogły być ze sobą w jakiś sposób spokrewnione, gdyż zapis ich sumeryjskich imion jest bardzo podobny: Lamaštu (dim3.me), Labaşu (dim3.me.a), Ahhazu (dim3.me.hab). Należy też wspomnieć o bliskich związkach Lamasztu z demonem Pazuzu, który – jak wierzono – bronić miał ludzi przed jej atakami.

## Powstrzymywanie Lamasztu

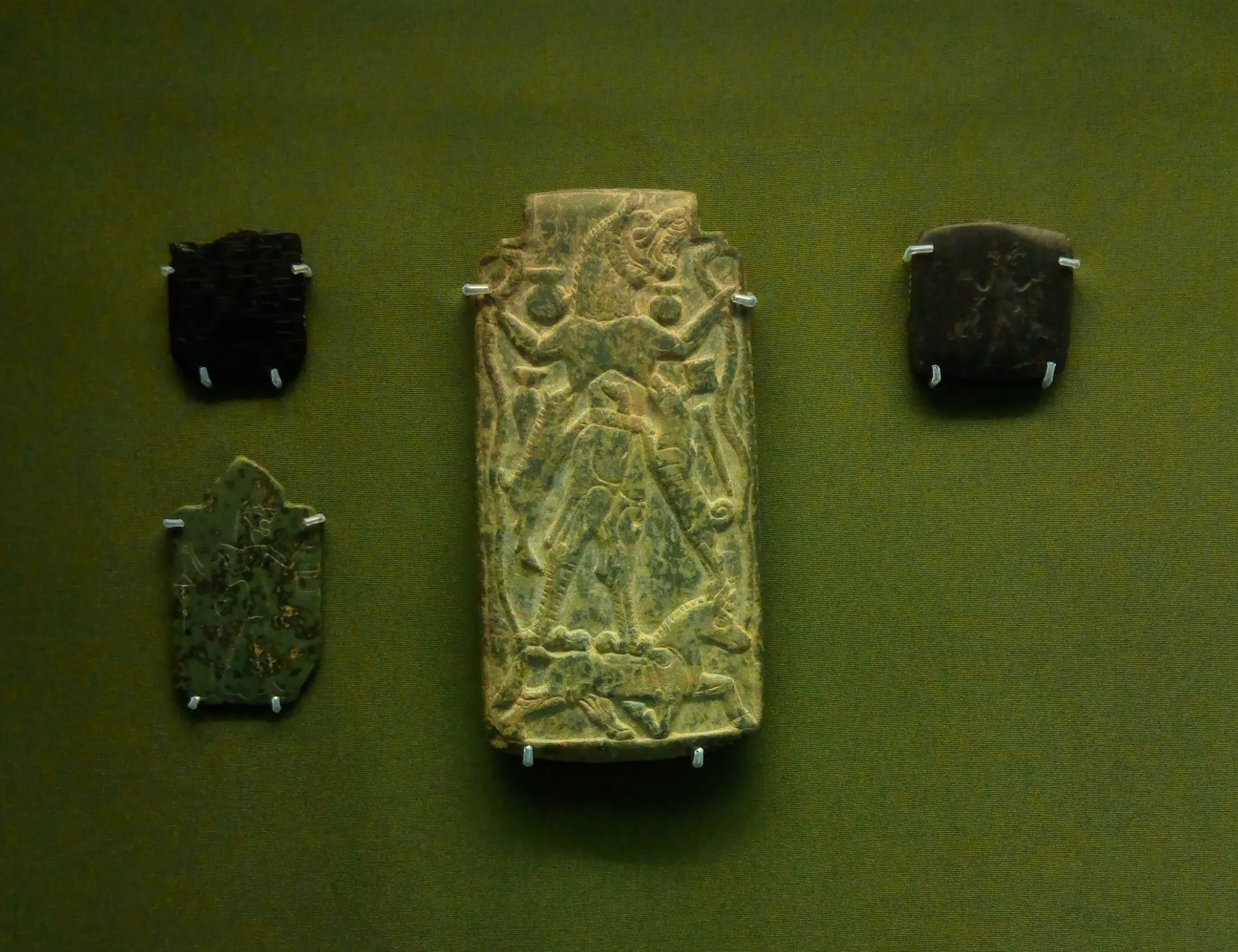
Amulety przeciw Lamasztu; zbiory Muzeum Brytyjskiego

### Obrzędy ochronne
Znane są rytuały wypędzające Lamasztu z ciała opętanego przez nią człowieka do specjalnie przygotowanych substytutów. Głównym założeniem obrzędu było schwytanie demona-kobietę w potrzask, którym był gliniany posążek. Oprawą rytuału było poświęcenie miejsca, złożenie ofiar i odmawianie zaklęć. Cała procedura trwała zazwyczaj trzy dni i wieńczyła się unicestwieniem posążka.
W celu uniemożliwienia Lamasztu i innym demonom przedostania się do domów mieszkańcy starożytnej Mezopotamii (szczególnie Babilończycy) lepili posążki duchów dobrotliwych, które następnie zakopywali pod progiem lub umieszczali przy drzwiach.

### Amulety przeciwko Lamasztu

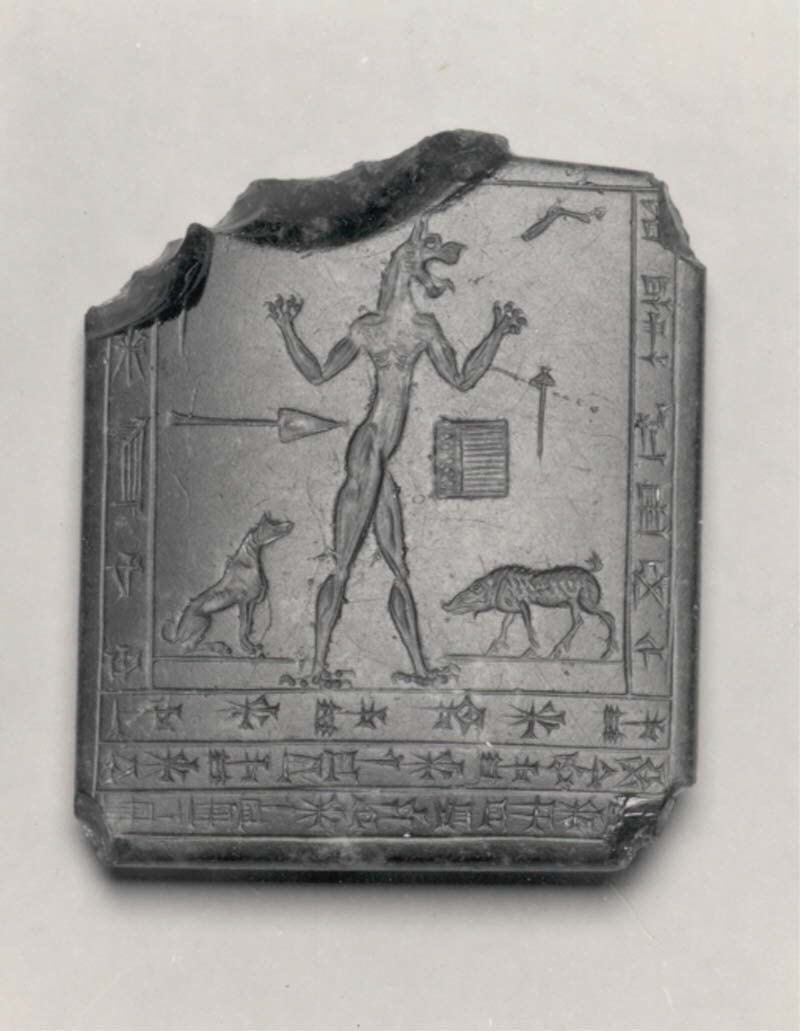
Amulet z grupy babilońskiej; zbiory Metropolitan Museum of Art

Wiedza o Lamasztu nie opiera się wyłącznie na samych tekstach. Wielu informacji dotyczących tej demonicy i związanych z nią wierzeń dostarczają bowiem także liczne wykonane z kamienia lub brązu amulety z wizerunkiem Lamasztu. Powiązanie tych amuletów z Lamasztu stało się możliwe głównie dzięki temu, iż na odwrotnej stronie wielu z nich w umieszczonych tam inskrypcjach wymieniane było jej imię. Inskrypcje te, a także opisy zawarte w samych źródłach pisanych, pozwoliły również zidentyfikować najważniejszą postać widniejącą na przedniej stronie tych amuletów. Okazało się, iż postacią tą, przedstawianą najczęściej z lwią głową, nagim kobiecym ciałem i nogami drapieżnego ptaka, jest właśnie Lamasztu. Obecność jej wizerunku stała się głównym kryterium pozwalającym wydzielić tę grupę zabytków. Wciąż powiększająca się ich lista obejmuje ponad 60 pozycji. Wiele innych amuletów, o których wiadomo, iż znajdują się w różnych muzeach i kolekcjach prywatnych, czeka wciąż na publikację.
Większość znanych amuletów z wizerunkiem Lamasztu podzielić można – w głównej mierze dzięki umieszczonym na nich scenom i inskrypcjom – na dwie duże grupy: starszą – babilońską i młodszą – asyryjską.

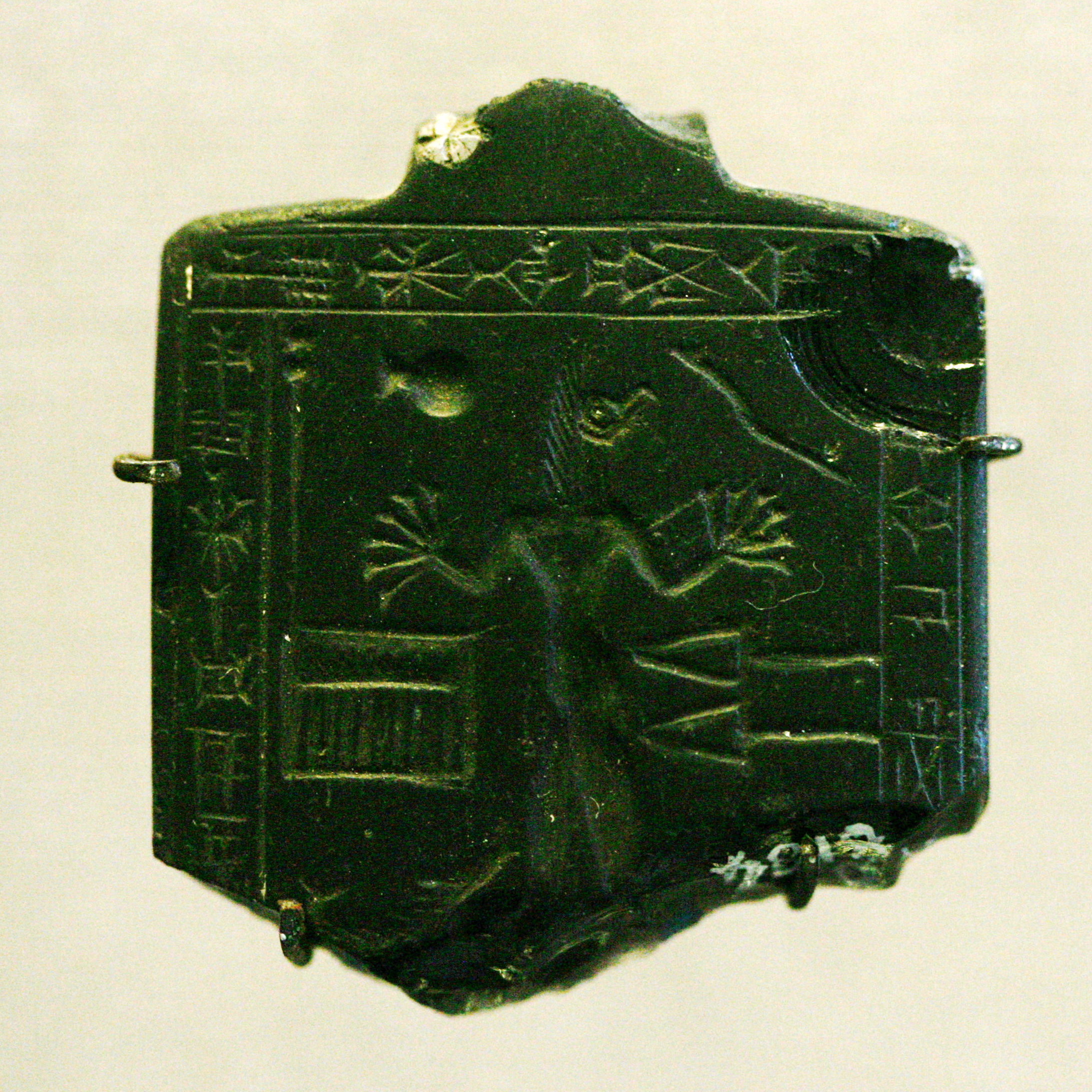
Przykład amuletu z grupy babilońskiej. Zbiory Luwru (AO 8184)

#### Grupa babilońska
Zabytki z grupy babilońskiej reprezentują – jak się wydaje – początkową fazę rozwoju amuletów z wizerunkiem Lamasztu. Są to przedmioty małe: ich wysokość nie przekracza siedmiu, a szerokość pięciu centymetrów, kamienne, często jeszcze prymitywnie wykonane. Tym, co je łączy, i co w głównej mierze pozwala zaliczyć do jednej, odrębnej grupy, jest wspólna dla wszystkich scena, która przedstawia kroczącą Lamasztu w otoczeniu pewnych zwierząt i przedmiotów. Najważniejszą centralną postacią tej sceny, zajmującej najczęściej całą przednią stronę amuletu, jest zawsze Lamasztu. Demonica ma zwierzęcą głowę (lwa, ptaka, węża) i ludzkie nagie ciało. Jej ręce są wzniesione i zgięte w łokciach. Długie o rozczapierzonych palcach dłonie są puste. Nogi są wyprostowane i rozstawione, a cała jej postać wydaje się być w ruchu. Przy nogach Lamasztu znajduje się bardzo często para zwierząt: pies i świnia. Przestrzeń wokół niej wypełniają zwykle pewne dość charakterystyczne przedmioty, jak grzebień, wrzeciono, zgięta kończyna osła(?), sztylet czy naczynie. Na odwrocie niemal każdego amuletu z grupy starszej znajduje się inskrypcja, będąca zazwyczaj krótkim sumeryjskim zaklęciem przeciw Lamasztu. Jego treść jest na wielu amuletach trudna do odczytania, gdyż występujące na nich znaki pisma klinowego są często bardzo uproszczone i zniekształcone (pseudoinskrypcje?).
Obszar występowania amuletów z grupy starszej ograniczał się najprawdopodobniej tylko do południowej Mezopotamii. Wskazuje na to fakt, iż amulety te znajdowane są niemal wyłącznie na stanowiskach w Babilonii (Babilon, Ur, Uruk, Nippur). Datowanie amuletów z grupy babilońskiej nastręcza wiele problemów, gdyż w większości są to przedmioty, o których pochodzeniu wiadomo bardzo niewiele. Na podstawie pewnych przesłanek, takich jak kształt znaków pisma klinowego, obszar występowania czy obecność pewnych charakterystycznych „ozdobników”, przyjmuje się, iż te amulety pochodzą z okresu kasyckiego, tj. z drugiej połowy II tysiąclecia p.n.e. Nie wiadomo dokładnie, kiedy pojawiły się, ani kiedy nastąpił ich zanik.

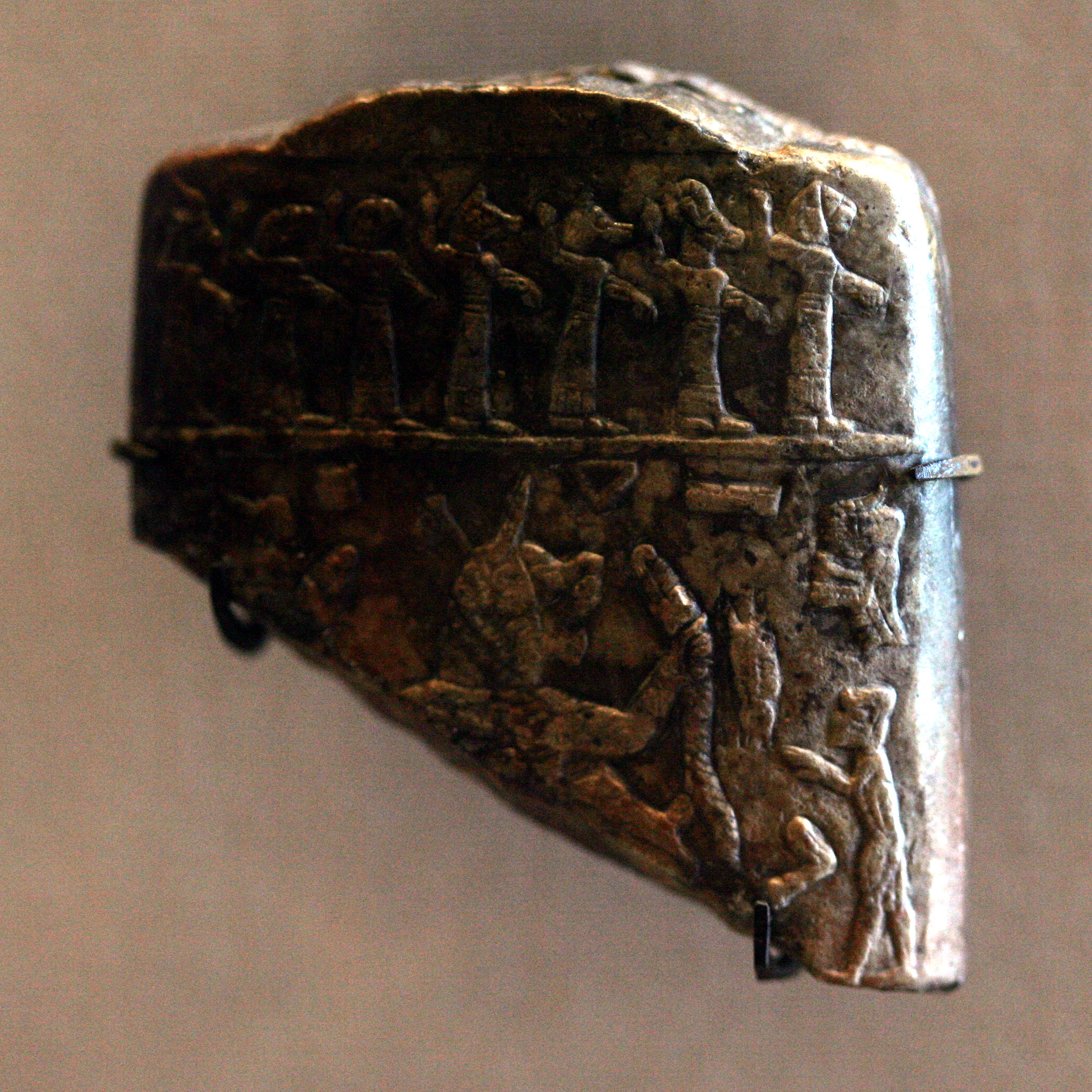
Przykład amuletu z grupy asyryjskiej. Zbiory Luwru (AO 7088)

#### Grupa asyryjska
Amulety z grupy młodszej reprezentują najważniejszą fazę rozwoju amuletów z wizerunkiem Lamasztu. Są one zdecydowanie większe i o wiele bardziej dopracowane pod względem artystycznym od wcześniejszych. Wykonane są przede wszystkim z kamienia, ale zdarzają się wśród nich również i amulety z brązu (np. plaque des Enfers). Na amuletach z grupy młodszej widnieje zawsze jedna i ta sama scena z Lamasztu. Różni się ona od sceny z amuletów z grupy starszej, ale zawiera wiele elementów, które pojawiły się już wcześniej. Scena ta – co jest zupełną nowością – na wielu amuletach z grupy asyryjskiej nie zajmuje już całej ich przedniej strony. Ta bowiem jest na nich podzielona na odrębne, leżące jeden pod drugim, pasy z obrazkami. Najważniejszym pasem wśród nich jest pas najniższy ze sceną z Lamasztu. Poza nim wyróżnić można trzy inne dodatkowe pasy: z symbolami boskimi, z siedmioma istotami oraz ze sceną egzorcyzmów. Wspomniane pasy nie zawsze występują razem. Na przedniej stronie amuletu wraz z pasem ze sceną z Lamasztu pojawić się bowiem mogą dwa, a czasem nawet tylko jeden z nich. Pas z symbolami boskimi i pas z siedmioma istotami znajdują się też niekiedy z tyłu amuletu, nad umieszczoną tam inskrypcją.
Amulety z grupy młodszej musiały być bardzo rozpowszechnione, gdyż znalezione zostały jak dotychczas nie tylko na stanowiskach asyryjskich (Aszur, Kalchu) i babilońskich (Babilon, Uruk), ale też i na stanowiskach poza Mezopotamią: w Syrii (Sam’al) oraz w Elamie (Suza). Wraz z upadkiem imperium asyryjskiego amulety z Lamasztu stopniowo zanikły.
Pas z symbolami bóstw

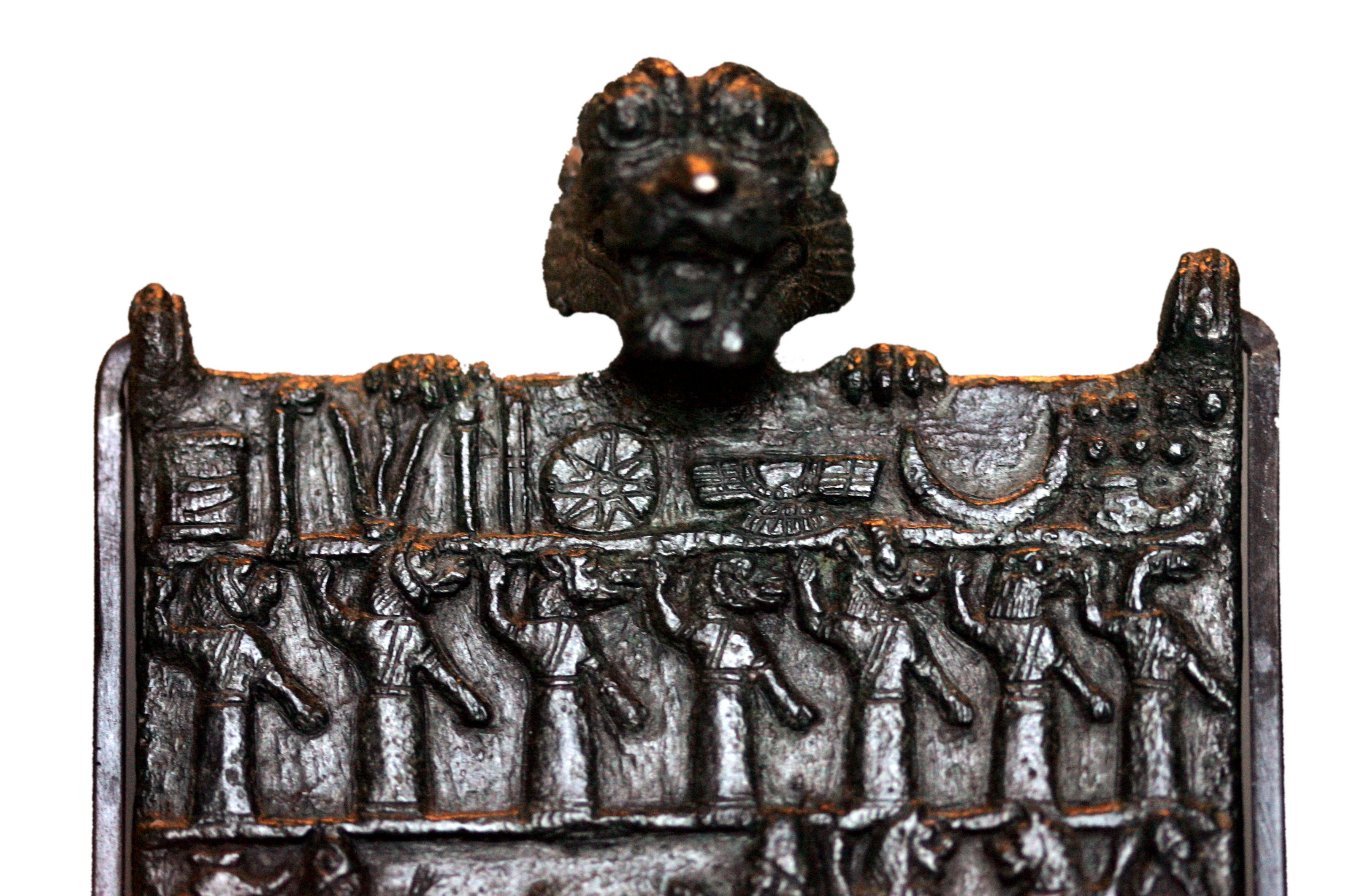
Górny fragment plaque des Enfers w powiększeniu – pas z symbolami bóstw i pas z siedmioma istotami

Pas z symbolami bóstw jest zawsze pasem najwyższym, umieszczonym przy górnej krawędzi amuletu. Ilość pojawiających się tu symboli jest różna i waha się w zależności od amuletu od 5 do 10. Z symboli boskich spotykane są: tiara wielorożna (Aszur), sierp księżyca (Sin), uskrzydlony dysk słoneczny (Szamasz), gwiazda z promieniami (Isztar), wiązka błyskawic (Adad), rylec/klin (Nabu), siedem kropek (Siódemka bogów), lampka (Nusku), laska zakończona głową barana (Ea) i włócznia (Marduk).
Pas z siedmioma istotami
Pas z siedmioma istotami umieszczony jest zazwyczaj pod pasem z symbolami boskimi. Gdy nie występuje z tym ostatnim na jednej stronie amuletu, staje się pasem najwyższym. W pasie tym pojawia się siedem istot, stojących jedna za drugą, każda w tej samej pozie. Jedyne, co odróżnia je od siebie, to głowy przynależne do różnych zwierząt (np. lwa, węża, wilka, ptaka czy antylopy). Poza głową cała reszta ciała każdej z tych istot wydaje się być ludzka. Prawą rękę z dłonią zaciśniętą w pięść mają one wzniesioną do góry, a lewą opuszczoną w dół. Ubrane są w długą szatę, bądź w sięgającą do kolan spódniczkę.
Nie wiadomo, kogo dokładnie mają przedstawiać te postacie. Przeważa jednak pogląd, że są to przyjazne człowiekowi istoty nadnaturalne. Wskazywać ma na to przede wszystkim ich dość charakterystyczna obronna i odstraszająca poza.
Scena egzorcyzmów

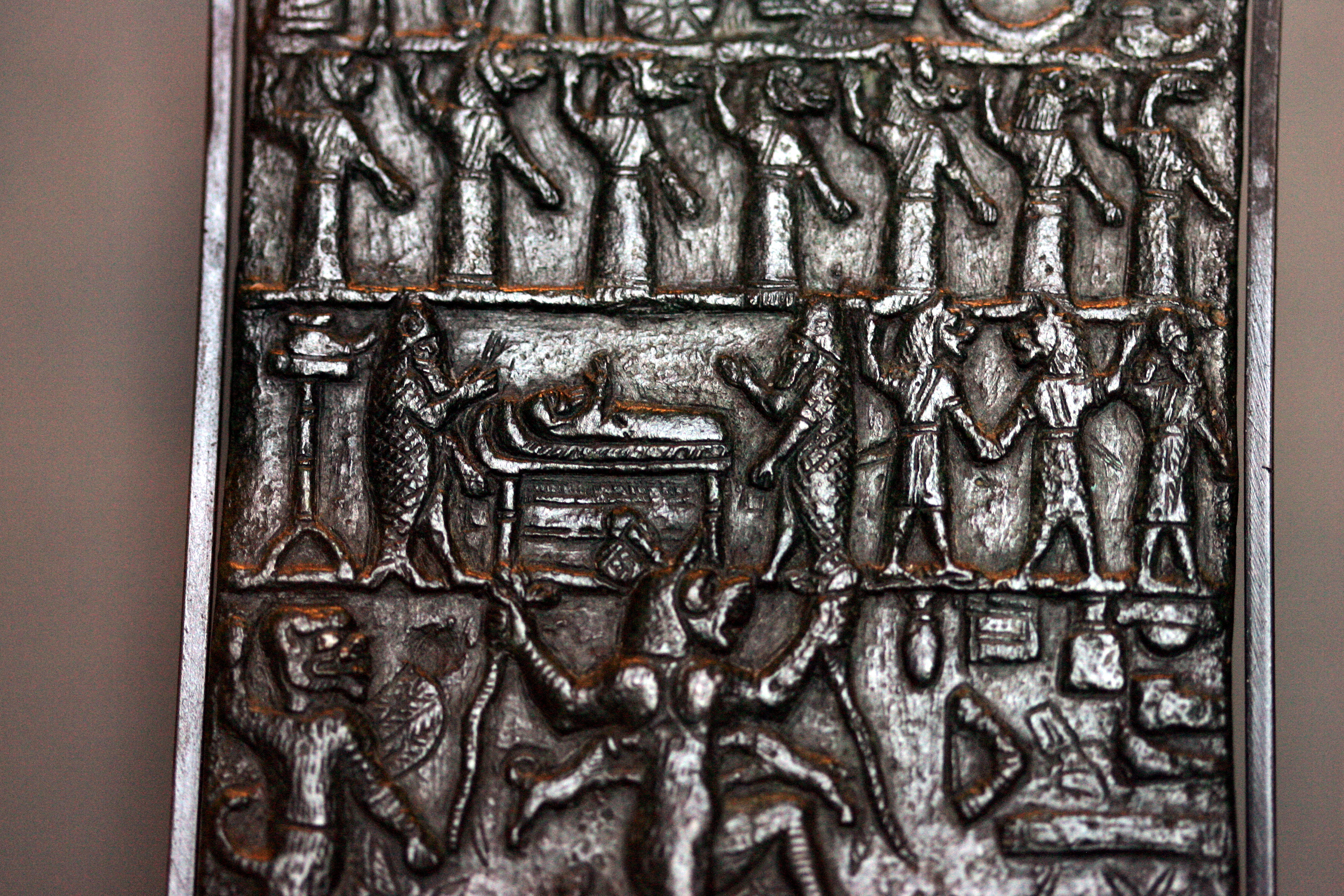
Środkowy fragment plaque des Enfers w powiększeniu – pas ze sceną egzorcyzmów

Scena egzorcyzmów znajduje się z reguły w osobnym pasie, który umieszczony jest bezpośrednio nad pasem ze sceną z Lamasztu. Na kilku amuletach pojawia się też w samej scenie z Lamasztu – w jej lewym lub prawym górnym rogu. Centralne miejsce w scenie egzorcyzmów zajmuje zawsze leżąca na łożu postać. Przy niej po jednej lub po obu stronach pojawiają się często postać w stroju ryby lub postać w długiej szacie. Przyjmuje się, iż leżąca w łożu postać to chory, którego ciało opanowała Lamasztu, natomiast stojące postacie to kapłani-egzorcyści (akad. ašipu lub mašmaššu), odprawiający egzorcyzmy.
Scena z Lamasztu

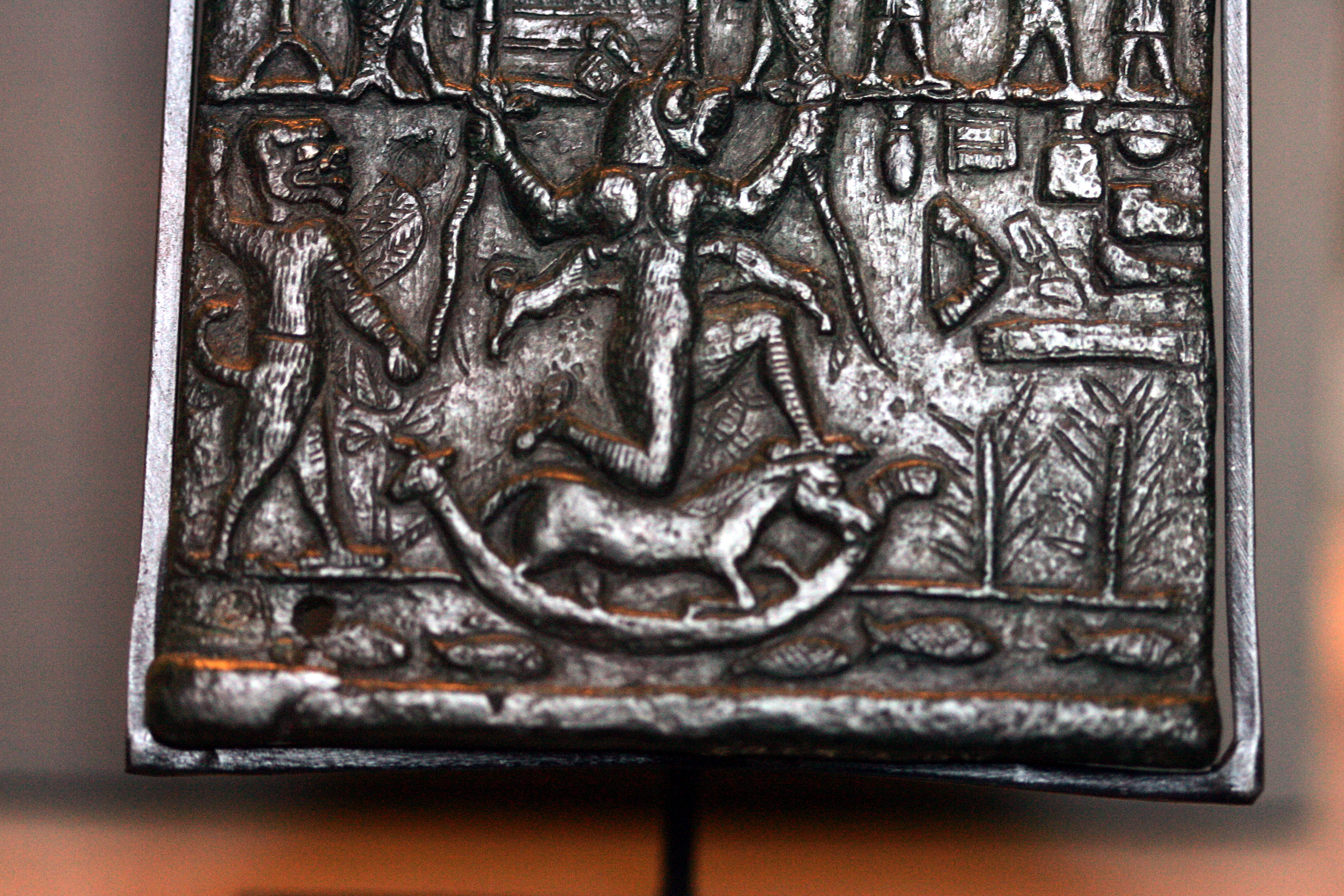
Dolny fragment plaque des Enfers w powiększeniu – pas ze sceną z Lamasztu

Na wszystkich amuletach z grupy młodszej widnieje zawsze ta sama scena z Lamasztu. Zajmuje ona całą przednią ich stronę, bądź też najniższy (ale zarazem i największy) z wydzielonych na niej pasów z przedstawieniami. W literaturze fachowej scena ta nosi nazwę „sceny podróży”, gdyż widać na niej płynącą rzeką łódź, w której znajdują się osioł i stojąca na nim Lamasztu. Sama demonica jest tu istotą hybrydalną o ludzkim ciele, lwiej głowie i nogach drapieżnego ptaka. Jej nagie ciało niekiedy wydaje się być pokryte czymś w rodzaju sierści. Piersi są wyraźnie zaznaczone. Z jednej z nich ssie mleko pies, a z drugiej – świnia. W każdej ze wzniesionych rąk demonica trzyma po wężu. Cała jej postać zwrócona jest niemal zawsze w prawą stronę.
Sporadycznie w scenie z Lamasztu pojawiają się też inne istoty nadnaturalne. Na przykład, na plaque des Enfers za plecami Lamasztu znajduje się Pazuzu – uskrzydlona istota o ludzkim ciele, psiej głowie i ptasich stopach. Postać ta, przedstawiona w odstraszającej pozie, wyraźnie przepędza tu demonicę. W tle wokół Lamasztu, podobnie jak to było w scenie z amuletów z grupy starszej, znajduje się często szereg różnych przedmiotów, takich jak grzebień, zapinka, zwinięta szata(?), naczynie, sandał, lampka na stojaku, główka Pazuzu, a nawet figurka Pazuzu.
Tzw. scena podróży, zgodnie z najbardziej rozpowszechnioną koncepcją, którą zaproponował po raz pierwszy François Thureau-Dangin, przedstawiać ma podróż powrotną Lamasztu do krainy zmarłych – świata podziemnego. Według tej interpretacji to właśnie tam znajdować się miała jej siedziba i stamtąd też wyruszać miała wraz z innymi demonami, by szkodzić ludziom. Ze świata żywych do świata umarłych demonicę przepędzić mógł dopiero egzorcysta. To on wyprawiał ją w długą, wiodącą przez pustynie, góry i rzekę umarłych drogę powrotną – tę samą, którą według wierzeń mezopotamskich przebyć musiał każdy zmarły, aby dotrzeć do świata podziemnego. Podczas podróży Lamasztu korzystała jednak z pewnych udogodnień, gdyż egzorcysta, chcąc zachęcić ją do odejścia, ofiarowywał jej przedmioty i środki transportu, które miały tę podróż ułatwić. Na tak długą drogę demonica potrzebowała bowiem zapasów pożywienia, wody, oleju do ciała, odpowiedniego ubrania i obuwia. Do przebycia pustyni i gór niezbędny był jej w charakterze wierzchowca osioł, a do przepłynięcia rzeki umarłych – łódź.
Strona odwrotna

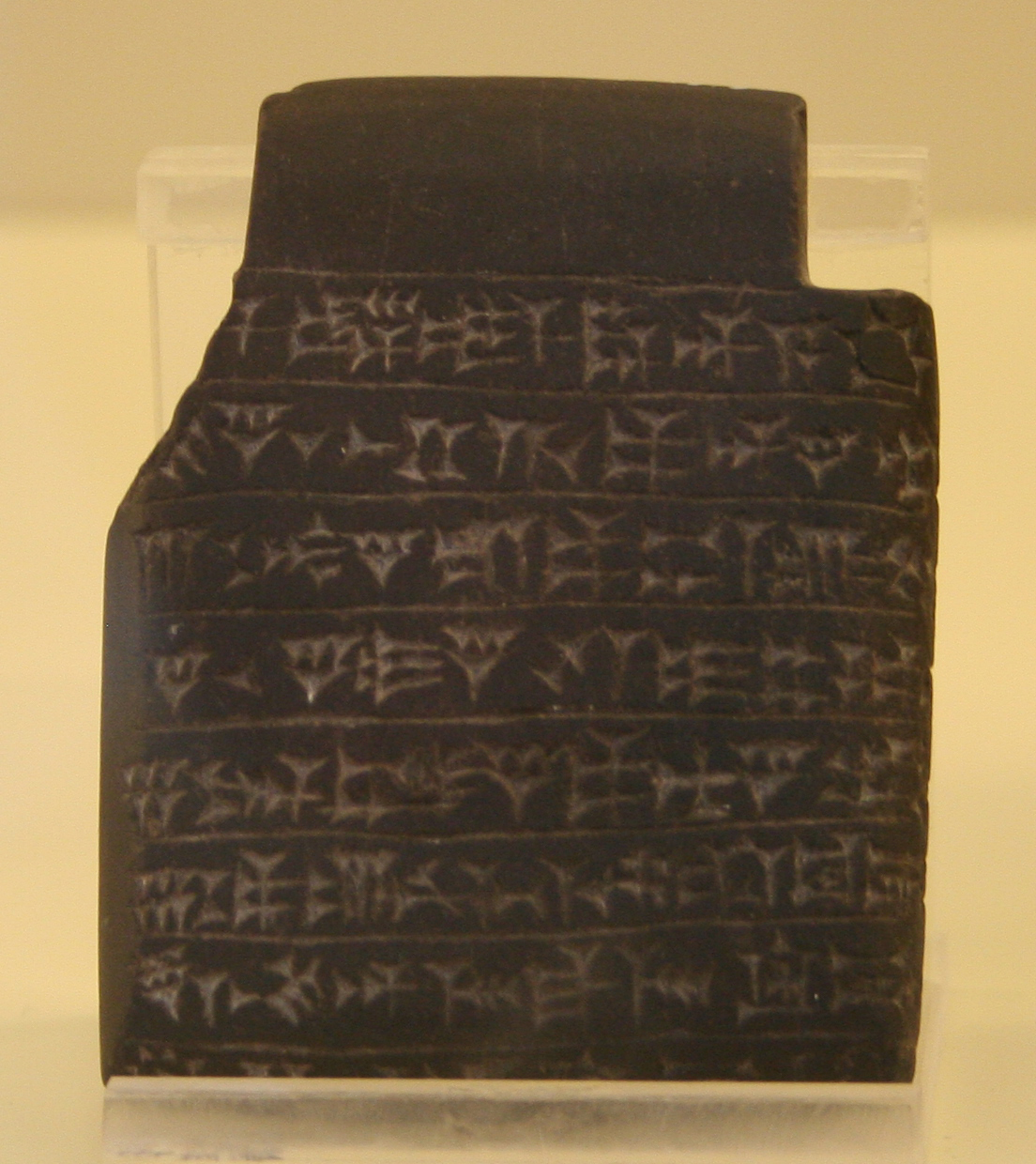
Zaklęcie przeciw Lamasztu na odwrotnej stronie jednego z amuletów z grupy młodszej. Zbiory Muzeum Pergamońskiego w Berlinie

Odwrotną stronę amuletów z grupy młodszej zajmuje najczęściej inskrypcja z zaklęciem. Na niektórych amuletach ponad inskrypcją znajduje się pas z symbolami bóstw bądź pas z siedmioma istotami. Na plaque des Enfers całą tylną stronę zajmuje demon Pazuzu. Ukazano go w dość szczególny sposób: w pozycji stojącej, tyłem (tułów i nogi bokiem), z rękoma opartymi o górną krawędź amuletu i z głową wystającą ponad tę krawędź. Przedstawienie refiefowe (tułów, nogi i skrzydła) połączone zostało z rzeźbą pełną (głowa oraz ręce). Sam demon ma tułów pokryty łuską, ogon skorpiona, ptasie stopy, skrzydła, ludzkie ręce i psią głowę o otwartym pysku.

## Inne żeńskie demony podobne do Lamasztu
W niemal wszystkich wierzeniach bliskowschodnich i europejskich pojawiają się demony wykazujące pewne podobieństwo do Lamasztu. Mowa tu przede wszystkim o żeńskich demonach, które – podobnie jak ona – stanowiły zagrożenie dla niemowląt i małych dzieci. W starogreckich wierzeniach ludowych istotą taką była Lamia – demonica porywająca i zabijająca dzieci, odżywiająca się ludzkim mięsem i krwią. W folklorze żydowskim była to Lilith – upiorzyca groźna dla kobiet w ciąży i niemowląt w pierwszych tygodniach ich życia. W wierzeniach rzymskich i wczesnochrześcijańskich występowały z kolei strzygi – uskrzydlone żeńskie demony o ptasich szponach. Zabijać one miały dzieci i odżywiać się ich krwią i wnętrznościami.